# 潘序伦

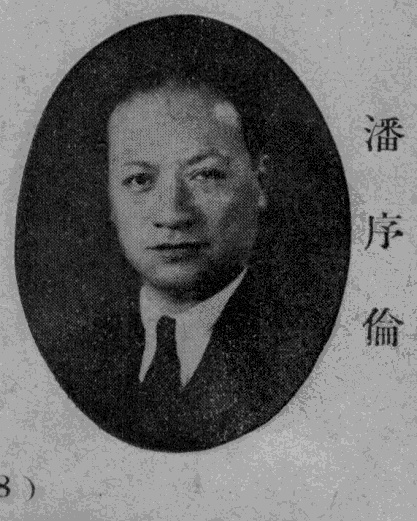
潘序伦肖像

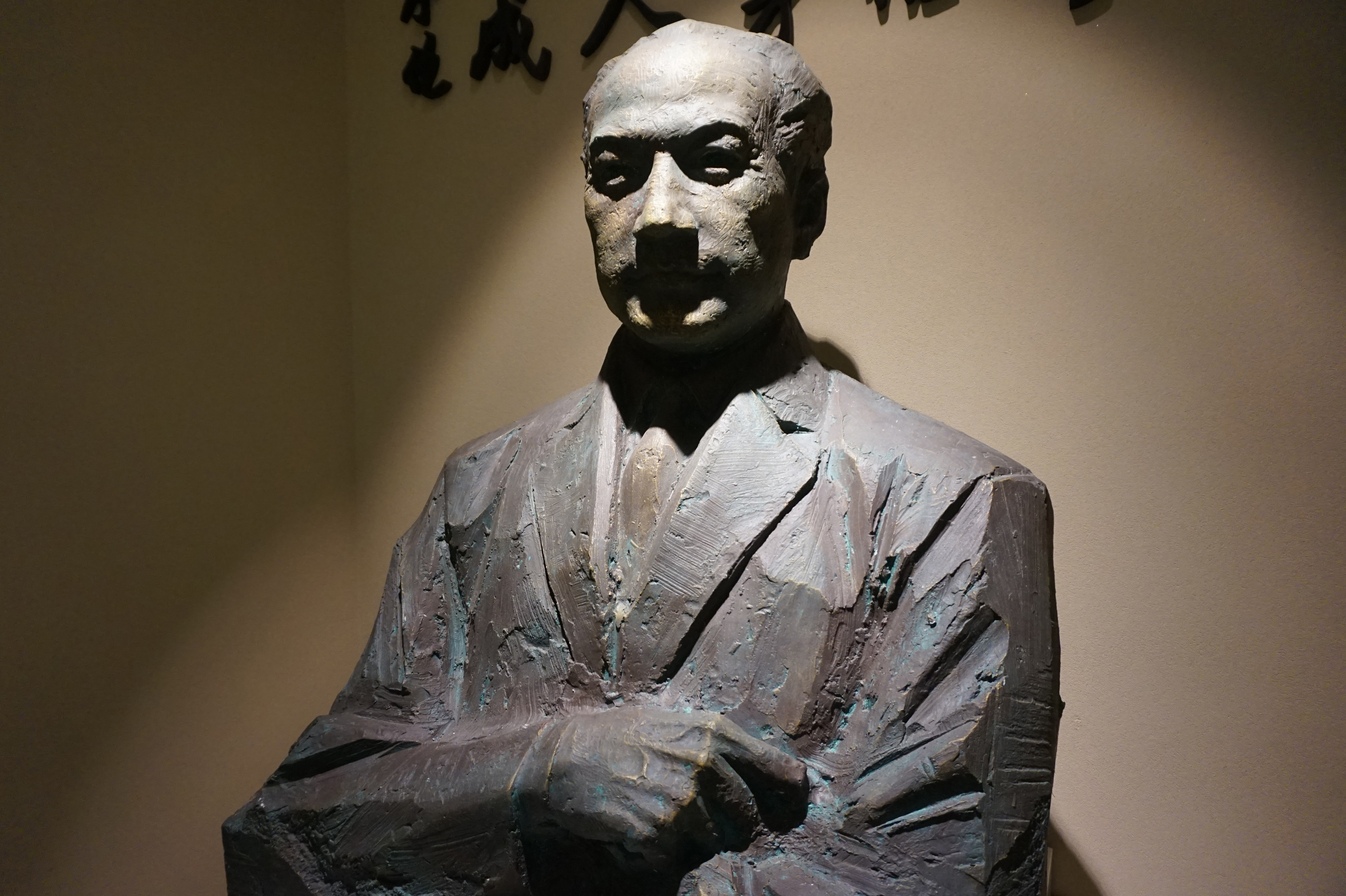
中国财税博物馆内的潘序伦铜像

潘序伦（1893年—1985年11月8日），男，江苏宜兴人，中国会计学家，被誉为“中国现代会计之父”。

## 生平
潘序伦1921年毕业于圣约翰大学并获文学士学位。后赴美国留学，先后获哈佛大学企业管理硕士学位、1924年獲哥伦比亚大学政治经济学博士学位。回国后曾任上海商科大学会计系主任、暨南大学商学院院长。1927年创办了中国第一家现代意义上的会计师事务所——潘序伦会计师事务所（立信会计师事务所）。1937年创办立信会计专科学校。抗日战争期间迁往重庆办学，抗战结束后1946年在上海复校。1948年11月，國共戰爭期間，王雲五攜家帶眷從南京飛往廣州，將大批來不及帶走的卡片資料交由潘序倫代為保管。中华人民共和国成立后出任立信会计专科学校名誉校长。1952年院系调整中学校并入上海财经学院，他又组建成立了立信会计编译所。1956年加入中国民主同盟。文化大革命期间受到冲击。1980年立信会计专科学校复建，他再度出任名誉校长一职。此后又任上海会计师事务所（立信会计师事务所）董事长。1985年在上海逝世。